# Agriculture et Agroalimentaire Canada
Agriculture et Agroalimentaire Canada (en anglais : Agriculture and Agri-Food Canada) est un ministère du gouvernement fédéral du Canada responsable des politiques liées à l'agriculture.
Depuis mai 2025, le ministre de l'Agriculture et de l'Agroalimentaire est Heath MacDonald.

## Histoire
Le ministère a pour ancêtre le département de l'Agriculture, de l'Immigration et des Statistiques de la province du Canada.
Il existe depuis le 1er conseil des ministres après la Confédération. 
Entre 1867 et 1919, le ministère est également responsable du système de santé, jusqu'à la création du ministère de la Santé.
En 2013, l'Agence canadienne d'inspection des aliments est détaché du portefeuille de l'agriculture et rejoint Santé Canada.

## Mission
Agriculture et Agroalimentaire Canada est un organisme réglementaire et de recherche qui oriente la croissance et le développement de l'agriculture et de l'agroalimentaire au Canada. Il 
s'adresse à tous les intervenants entre les agriculteurs et les consommateurs, locaux et mondiaux, concernant toutes les phases de la production, de la transformation et de la commercialisation. En outre, comme l'agriculture relève d'une compétence partagée entre le gouvernement fédéral et ceux des provinces et territoires, le Ministère collabore étroitement avec ces gouvernements.

## Recherches

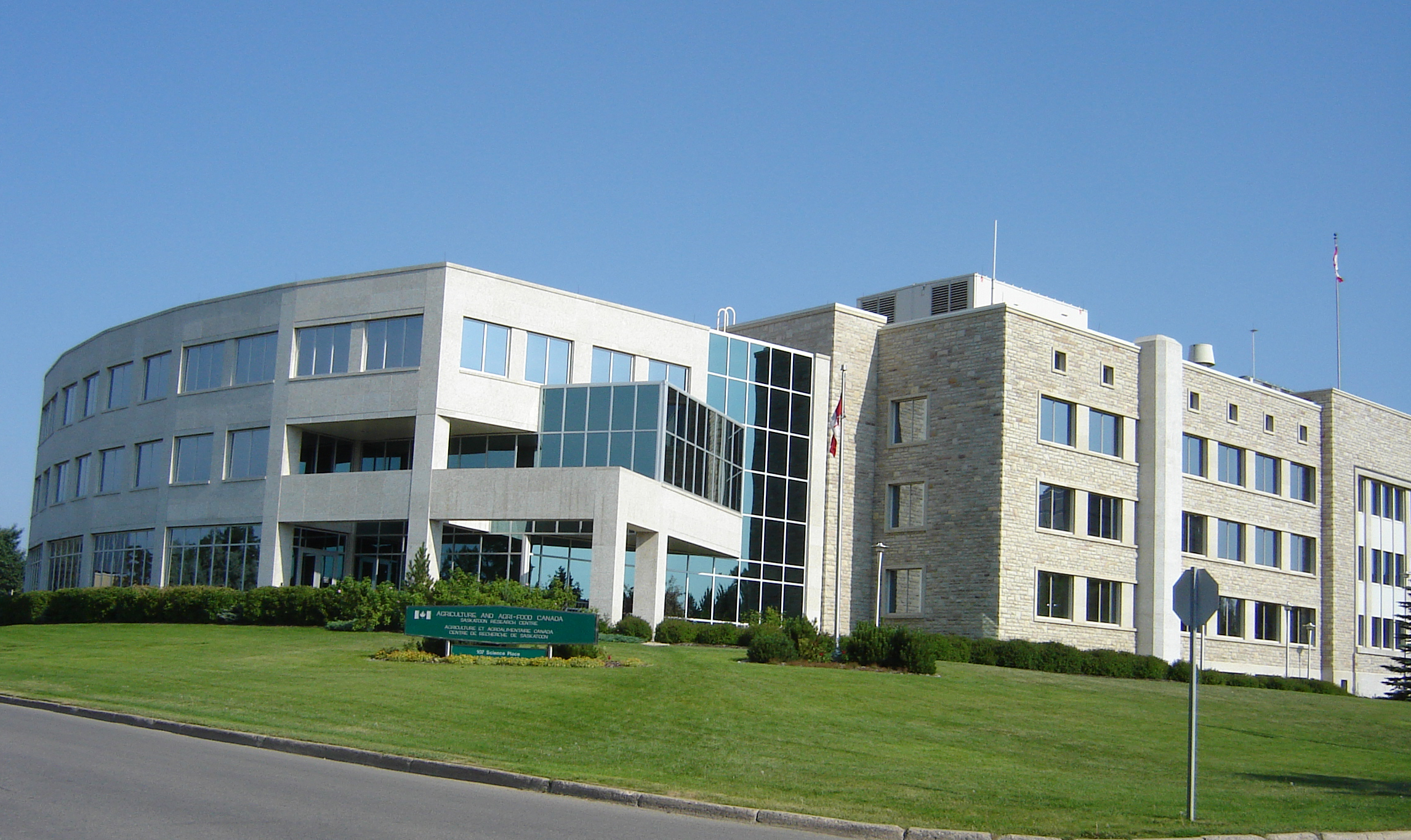
Centre de recherche du ministère à Saskatoon

La Direction générale des sciences et technologies a le mandat de proposer des solutions et des opportunités fondées sur la science pour soutenir la compétitivité et la durabilité de l'agriculture et agroalimentaire. Elle a également pour mandat de fournir des informations scientifiques pour éclairer les processus décisionnels des ministères et des gouvernements.
En vertu de la Loi sur les stations expérimentales dans les fermes datant de 1886, des stations agricoles ont été établies partout au Canada, y compris la ferme expérimentale centrale, pour mener des recherches dans un certain nombre de domaines spécifiques concernant la productivité et la conservation de l'agriculture et d'en faire connaître les résultats de ces recherches par publication. Aujourd'hui, la Direction des sciences et de la technologie comprend un réseau national de 20 centres de recherche et développement et 30 sites de recherche par satellite.
La Direction des sciences et de la technologie emploie environ 2 200 personnes, dont environ 400 chercheurs qui sont reconnus internationalement tel Raymond Desjardins. Leurs recherches portent sur :
- L'augmentation de la productivité agricole ;
- L'amélioration de la performance environnementale ;
- L'amélioration des attributs pour les utilisations alimentaires et non alimentaires ;
- S'attaquer aux menaces pesant sur la chaîne de valeur de l'agriculture et de l'agroalimentaire.